# 清水美並
清水 美並（しみず みなみ、1993年7月14日 - ）は、日本のフィールドホッケー選手である。

## 経歴・人物
滋賀県出身。米原市立伊吹小学校、米原市立伊吹山中学校、滋賀県立伊吹高等学校を経て、東海学院大学を卒業し、ソニーグローバルマニュファクチャリング&オペレーションズに所属する。
2016年リオデジャネイロオリンピックに日本女子ナショナルフィールドホッケーチームとして出場した。